# Kamotoit-(Y)
Kamotoit-(Y) ist ein sehr selten vorkommendes Mineral aus der Mineralklasse der „Carbonate und Nitrate“. Es kristallisiert in Form zitronengelber, lattenartiger und fächerförmiger Kristalle im monoklinen Kristallsystem mit der idealisierten chemischen Zusammensetzung Y2O4(UO2)4(CO3)3·14H2O und damit chemisch gesehen ein wasserhaltiges, Yttrium-Uranylcarbonat mit zusätzlichen Sauerstoffionen.
Da in natürlichen Kamotoit-Proben meist ein geringer Anteil des Yttriums durch andere Metalle der Seltenen Erden ersetzt ist (Substitution, Diadochie) – gemessen wurden am Typmaterial vor allem Neodym, Gadolinium, Samarium und Dysprosium – wurde die Formel in der Erstbeschreibung auch mit 4UO2·(Y,Nd,Gd,Sm,Dy)2O3·3CO2·14,5H2O angegeben. Von der International Mineralogical Association (IMA) wird allerdings bei Mischreihen wie dieser nur die Endglied-Formel akzeptiert, wobei beim Kamotoit-(Y) der Anteil an Yttrium gegenüber den restlichen Selten-Erd-Anteilen über 50 % betragen muss.
Das Mineral kristallisiert im monoklinen Kristallsystem und entwickelt blättrige Kristalle mit keilförmigen Enden von bis zu zwei Zentimeter Länge mit senkrecht zur Längsachse gestreiften Flächen, kommt aber auch in Form krustiger Überzüge vor. Die Oberflächen der durchsichtigen bis durchscheinenden und hell- bis zitronengelben Kristalle zeigen einen glasähnlichen Glanz.

## Etymologie und Geschichte
Erstmals entdeckt wurde Kamotoit-(Y) in Mineralproben aus dem Tagebau Kamoto Ost nahe dem gleichnamigen Ort im Kupfergürtel der Provinz Katanga in der Demokratischen Republik Kongo. Die Erstbeschreibung erfolgte 1986 durch Michel Deliens und Paul Piret, die das Mineral nach dessen Typlokalität benannten.
Die ursprünglich von den Erstbeschreibern gewählte Schreibweise Kamotoït-(Y) (französisch Kamotoïte-(Y)) ist seit 2008 diskreditiert, da es sich bei dem Doppelpunkt über dem ‚i‘ (Trema) um ein überflüssiges diakritisches Zeichen handelt.
Von der International Mineralogical Association (IMA) wird Kamotoit-(Y) mit der Nummer IMA 1985-051 und der Kurzbezeichnung „Kmt-Y“ geführt.
Das Typmaterial des Minerals wird in den Mineralogischen Sammlungen des Königlichen Museums für Zentral-Afrika (MRAC) in Tervuren (Belgien) unter der Katalog-Nr. RGM 14.350, des National Museum of Natural History (NMNH) in Washington, D.C. (USA) unter der Katalog-Nr. 163.768 und des Kantonales Geologiemuseums (MGL) in Lausanne (Schweiz) unter der Katalog-Nr. MGL 79593 aufbewahrt.

## Klassifikation
Da der Kamotoit-(Y) erst 1985 als eigenständiges Mineral anerkannt wurde, ist er in der seit 1977 veralteten 8. Auflage der Mineralsystematik nach Strunz noch nicht verzeichnet. Einzig im Lapis-Mineralienverzeichnis nach Stefan Weiß, das sich aus Rücksicht auf private Sammler und institutionelle Sammlungen noch nach dieser alten Form der Systematik von Karl Hugo Strunz richtet, erhielt das Mineral die System- und Mineral-Nr. V/F.06-20. In der „Lapis-Systematik“ entspricht dies der Klasse der „Nitrate, Carbonate und Borate“ und dort der Abteilung „Uranylcarbonate [UO2]2+–[CO3]2−“, wo Kamotoit-(Y) zusammen mit Astrocyanit-(Ce), Bijvoetit-(Y) und Shabait-(Nd) eine eigenständige, aber unbenannte Gruppe bildet (Stand 2018).
Die seit 2001 gültige und von der International Mineralogical Association (IMA) zuletzt 2009 aktualisierte 9. Auflage der Strunz’schen Mineralsystematik ordnet den Kamotoit-(Y) ebenfalls in die Abteilung der „Uranylcarbonate“ ein. Diese ist allerdings weiter unterteilt nach dem Stoffmengenverhältnis von Uranyl (UO2) zum Carbonatkomplex (CO3), so dass das Mineral entsprechend seiner Zusammensetzung in der Unterabteilung „UO2 : CO3 = 1 : 1“ zu finden ist, wo es als einziges Mitglied die unbenannte Gruppe 5.EA.30 bildet.
Auch die vorwiegend im englischen Sprachraum gebräuchliche Systematik der Minerale nach Dana ordnet den Kamotoit-(Y) in die Klasse der „Carbonate, Nitrate und Borate“ und dort in die Abteilung der „Carbonate – Hydroxyl oder Halogen“ ein. Hier ist er als einziges Mitglied in der unbenannten Gruppe 16b.03.03 innerhalb der Unterabteilung „Carbonate - Hydroxyl oder Halogen mit AmBn(XO3)pZq • x(H2O), (m+n) : p = 2 : 1“ zu finden.

## Chemismus
Durch die begleitenden Seltenerdelemente können die Summenformeln unterschiedlicher Mineralproben von Kamotoit-(Y) voneinander abweichen. Beispielsweise haben die Erstbeschreiber durch Elektronenstrahlmikroanalyse den Gehalt an Seltenerdelementen bezüglich der Oxide wie folgt bestimmt: Y2O3 6,19 %, Nd2O3 2,36 %, Sm2O3 1,91 %, Gd2O3 2,10 % und Dy2O3 1,64 %.
Raman-Untersuchungen von Čeijka et al. im Jahre 2006 haben bestätigt, dass es sich bei Kamotoit-(Y) um ein Hydroxid handelt, und nicht, wie zunächst angenommen, um ein Oxid. Aufgrund des ebenfalls vorhandenen Carbonatkomplexes (CO3) ist Kamotoit-(Y) aber dennoch als Carbonatmineral klassifiziert.

## Kristallstruktur
Kamotoit-(Y) kristallisiert im monoklinen Kristallsystem in der Raumgruppe P21/a (Raumgruppen-Nr. 14, Stellung 3) mit den Gitterparametern a = 21,22 Å (1 Å = 100 pm) b = 12,93 Å und c = 12,39 Å und β = 115,3° sowie 4 Formeleinheiten pro Elementarzelle.

## Eigenschaften
Das Mineral ist durch seinen Urangehalt von bis zu 53,2 Gew.-% sehr stark radioaktiv. Unter Berücksichtigung der natürlichen Zerfallsreihen wird für Kamotoit-(Y) eine spezifische Aktivität von etwa 95,3 kBq/g angegeben (zum Vergleich: natürliches Kalium 0,0312 kBq/g).
Unter langwelligem UV-Licht zeigen manche Kamotoit-(Y)-Proben eine schwache und unter kurzwelligem UV-Licht eine mittelstarke gelblichgrüne Fluoreszenz, ähnlich der von neonfarbenen Textmarkern.

## Bildung und Fundorte

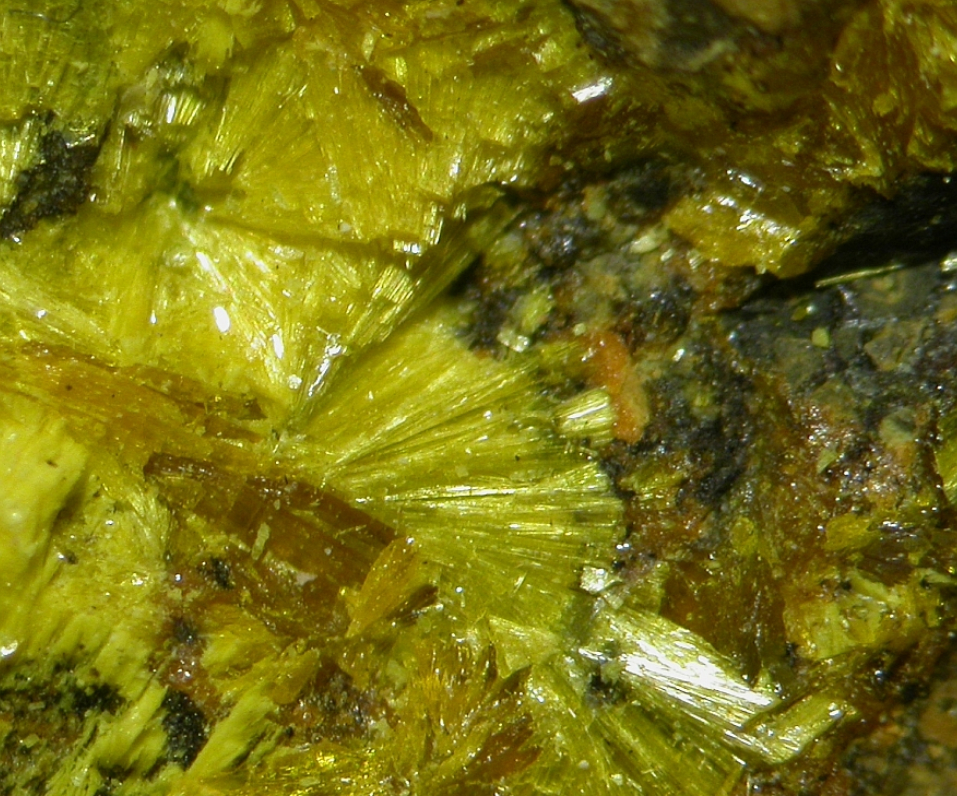
Kamotoit-(Y) aus dem Tagebau Kamoto Ost, DR Kongo (Sichtfeld 5 mm)

Kamotoit-(Y) bildet sich als sekundäres Uranmineral in der Oxidationszone primärer Uranerze. Als Begleitminerale können unter anderem Astrocyanit-(Ce), Becquerelit, Curit, Françoisit-(Nd), Kasolit, Malachit, Masuyit, Rutherfordin, Schoepit, Schuilingit-(Nd), Shabait-(Nd), Soddyit, Uraninit und Uranophan.
Außer an seiner Typlokalität im Tagebau Kamoto Ost (Katanga) konnte das Mineral in der Demokratischen Republik Kongo nur noch in der nahe gelegenen Musonoi Mine, einem Tagebau etwa 2 km nordwestlich von Kolwezi in der Provinz Lualaba.
Der bisher einzige bekannte Fundort in Deutschland ist die ehemalige Grube Sophia mit ihren Baryt-Fluorit-Gängen und Ag-Bi-Co-As-U-Vererzungen bei Wittichen im Baden-Württembergischen Landkreis Rottweil. In der Schweiz kennt man Kamotoit-(Y) bisher nur aus dem natürlichen Aufschluss Les Esserts Gorges mit Uran-Vererzungen in Episyenit bei Giétroz in der Walliser Gemeinde Finhaut.
Weitere bisher bekannte Fundorte sind der Steinbruch J. G. Gole bei Murchison im Nipissing District der kanadischen Provinz Ontario, die Granit-Pegmatite der Bjertnes Farm nahe dem See Krøderen im norwegischen im Fylke Buskerud und der „Geister-Gang“ in der Grube Werner (Rovnost) bei Jáchymov (deutsch Sankt Joachimsthal) in Tschechien.

## Vorsichtsmaßnahmen
Auf Grund der starken Radioaktivität des Minerals sollten Mineralproben vom Kamotoit-(Y) nur in staub- und strahlungsdichten Behältern, vor allem aber niemals in Wohn-, Schlaf- und Arbeitsräumen aufbewahrt werden. Ebenso sollte wegen der hohen Toxizität und Radioaktivität von Uranylverbindungen eine Aufnahme in den Körper (Inkorporation, Ingestion) auf jeden Fall verhindert und zur Sicherheit direkter Körperkontakt vermieden sowie beim Umgang mit dem Mineral Mundschutz und Handschuhe getragen werden.